# Distrito de El Alto
El distrito de El Alto es uno de los seis que conforman la provincia de Talara ubicada en el departamento de Piura en el Norte del Perú.
Desde el punto de vista jerárquico de la Iglesia católica, forma parte de la arquidiócesis de Piura.

## Historia
La historia de los pueblos se escribe, los hombres pasan, pero existen relatos, evidencias que siempre dejan plasmadas las costumbres, idiosincrasia popular que los caracteriza, siempre estos hechos son motivo de tertulias y que, dígase de paso, nos llena de nostalgia de aquellos años hermosos que nunca volverán, añoranzas recuerdos. Es así como vamos a empezar nuestro relato, de este importantísimo centro petrolero: El Alto.
Con bastante propiedad podemos decir, que el nacimiento o fundación de El Alto data de los años 1920, visiblemente luego del otorgamiento en concesión del gobierno peruano a la Empresa inglesa denominada “Petrolera Lobitos Limited”, la misma que inició sus operaciones de exploración y perforación en los ricos yacimientos de Restín y Peña Negra. Allí afincó a sus primeros trabajadores; familias venidas de Catacaos, Piura, Sechura, Morropón, Tumbes. Al principio fue reducido el número de familias; éstas, de acuerdo a la política de la Empresa, se ubicaban para vivir en lugares cercanos donde se perforaba un pozo. Cabo Blanco a su vez tuvo también su nacimiento, empezándose  a poblar a fines del año 1920. Entonces la Compañía Petrolera Lobitos construyó los llamados “canchones” de madera para residencia y se empezó a operar de acuerdo a las técnicas de aquellos años, el embarque y desembarque del crudo que se obtenía de Restín y Peña Negra.
Geólogos ingleses detectaron y comprobaron la existencia de un potencial yacimiento petrolífero, lo que originó ampliar las operaciones, decidiendo establecerse en el lugar que se denominó “El Alto”, por la naturaleza de su ubicación. Aquí vinieron familias petroleras de Restín, Peña Negra y Cabo Blanco. Se construyó uno, dos canchones de los llamados “Ocho Gigantes”, luego vino la calle Radio, Tres Pilas, Jirón Arequipa, Jirón Libertad, Castro Pozo, Barrio Sánchez Cerro (caracterizado por residir en su mayoría vendedoras de chicha, licores, comidas), Leticia, San Martín, Calle Lobitos, Barrio El Volante (residencia de los choferes de la Empresa)
Eran aquellos años felices, (1922, 1923, 1924 y 1925), cuando a estos lares llegaba mucha gente de los Caseríos de Tumbes, Sechura, Vice, Catacaos, Chulucanas, Tambogrande, Cerro Mocho, Tamarindo, etc. Largas colas en procura de lograr trabajo, lo conseguían, porque la Compañía Petrolera Lobitos requería mano de obra.
Fue un notable despegue de producción petrolera en aquella época, se aplicó el sistema de uso de acémilas para transportar el crudo durante las operaciones e inclusive los asnos tuvieron un enorme corralón, donde descansaban, el mismo que estuvo ubicado donde se halla el Sindicato de Trabajadores. Hablando de los años 1922 a 1930, El Alto ya se componía de unas trescientas familias. Y corrieron los años siguientes, más esperanzas de trabajo y aumentaba la población.
El distrito de El Alto fue creado mediante Ley N.º 12217 del 17 de marzo de 1955, en el gobierno del Presidente Manuel A. Odría.

## Geografía
El distrito tiene una superficie de 1116,99 km².

## Demografía
La población según el censo de 2007 es de 88 108 habitantes.

## Capital
La capital de este distrito es el poblado de El Alto.

## Autoridades

### Municipales
- 2019 - 2022[5]
  - Alcalde: Jimmy Orlando Montalván Campaña, del Movimiento Regional Seguridad y Prosperidad.
  - Regidores:

  1. Medardo Fiestas Panta (Movimiento Regional Seguridad y Prosperidad)
  2. Rosa Nelly Chunga Chero (Movimiento Regional Seguridad y Prosperidad)
  3. Secundino Quiroga Castillo (Movimiento Regional Seguridad y Prosperidad)
  4. Ana Lucy Niño Livia (Movimiento Regional Seguridad y Prosperidad)
  5. Elda Elizabel Del Carmen Gonzáles Becerra (Región para Todos)

Alcaldes anteriores
- 2015-2018:[6] Sigifredo Juan Zárate Vite, del Movimiento Político Independiente El Alto Avanza (EAA).
- 2011-2014:[7] Sigifredo Juan Zárate Vite, del Partido Aprista Peruano (PAP).[8]
- 2007-2010: Rosa Amelia Machuca Neyra.

### Policiales
- Comisario: Alférez PNP Álvaro Alberto MAGUIÑA RAMIREZ.[9]

## Festividades
- Mayo: Virgen de Fátima.